# Karl Badberger
Karl Badberger (* 14. Januar 1888 in München; † 1961?) war ein deutscher Architekt und Baubeamter.

## Leben
Nach der Reifeprüfung an einem Münchner Gymnasium studierte Badberger Architektur an der Technischen Hochschule München und schloss 1911 als Diplom-Ingenieur ab. Nach Referendariat und Kriegsdienst wurde er 1919 zum Regierungsbaumeister (Assessor in der öffentlichen Bauverwaltung) ernannt und trat 1920 in die Bayerische Staatsbauverwaltung ein. Später wurde er im Rang eines Ministerialrats in das Reichsfinanzministerium nach Berlin beordert. Badberger prüfte und genehmigte die Baumaßnahmen der SS und der Waffen-SS, sofern sie nicht vom SS-Wirtschafts-Verwaltungshauptamt durchgeführt wurden. Badberger trat zum 1. Mai 1937 in die NSDAP ein (Mitgliedsnummer 5.378.033). Zum 2. Februar 1943 wurde er in die SS aufgenommen (SS-Nummer 454.930) und im Juni 1943 zum SS-Sturmbannführer befördert und erzielte aus seiner Tätigkeit im SS-Hauptamt zusätzliche Einnahmen. Zum Kriegsende hin wurde er zur 6. SS-Standarte versetzt und gehörte damit formell zur kämpfenden Truppe. Badberger wurde in Berlin ausgebombt und zog nach Kriegsende nach Süddeutschland.
Badberger war als SS-Angehöriger von Anfang 1946 bis März 1948 im Lager Hammelburg interniert. Im Juni 1948 wurde er von der Spruchkammer Traunstein als „entlastet“ eingestuft und erhielt eine Geldstrafe von 300 RM. Es wurde nur seine SS-Mitgliedschaft berücksichtigt, dass Badberger bis 1942 einen Großteil der SS-Baumaßnahmen, bis hin zu den Wachttürmen im KZ Dachau, geprüft und genehmigt hatte, wurde nicht behandelt.
Nach dem Zweiten Weltkrieg war er als Oberregierungsbaudirektor Leiter der Bundesbaudirektion in Bonn. Er ging 1953 in den regulären Ruhestand, betreute aber noch den Bau des Auswärtigen Amts, dessen Architekt Hans Freese 1953 gestorben war.

## Ehrungen
- 1953: Bundesverdienstkreuz der Bundesrepublik Deutschland
- Silvesterorden

## Werke (Auswahl)

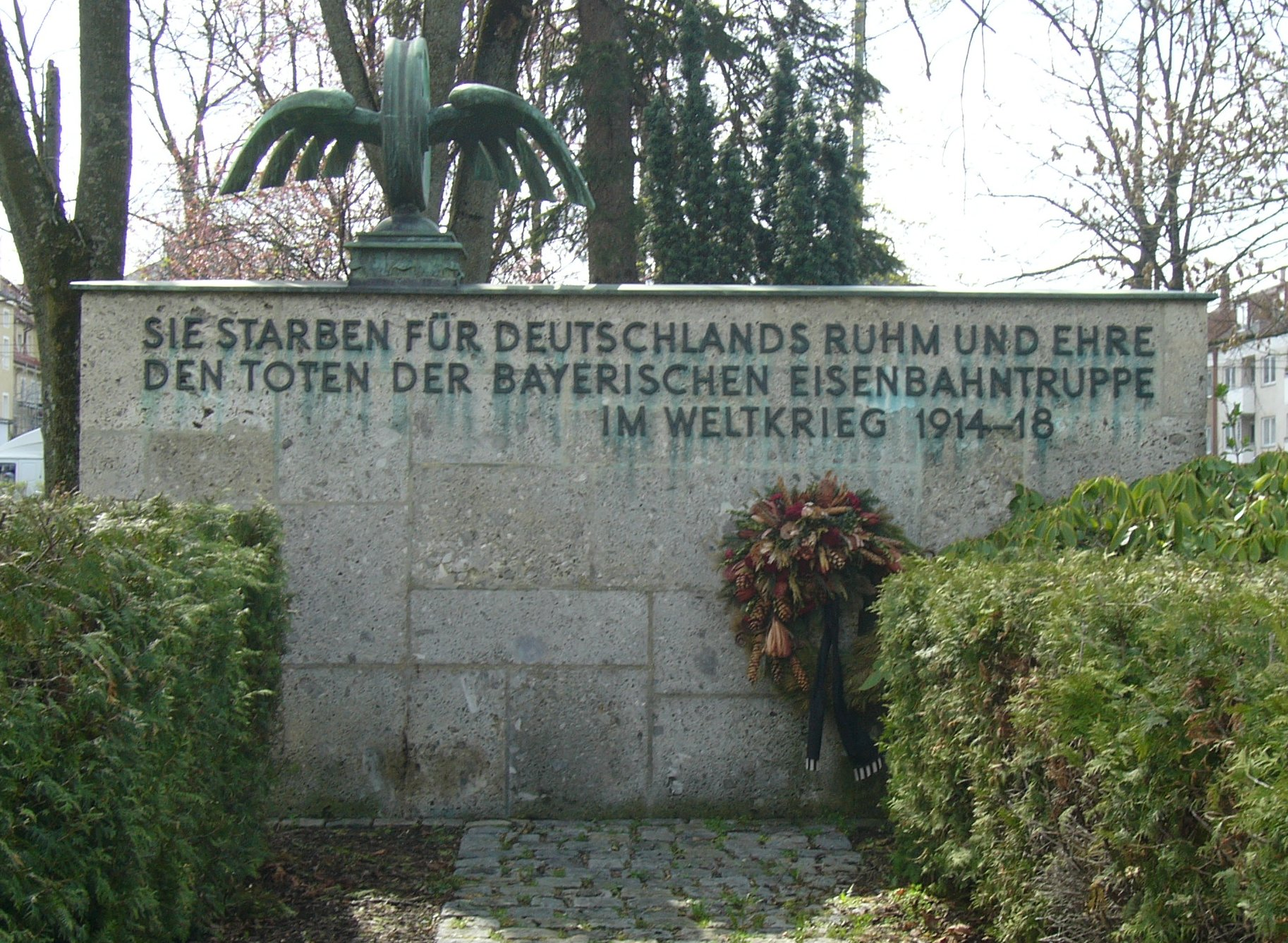
Kriegerdenkmal für die Bayerische Eisenbahntruppe

- 1922: Kriegerdenkmal für die Bayerische Eisenbahntruppe an der Eisenbahnkaserne in München
- 1926–1928: Bayerisches Landesamt für Maß und Gewicht in München
- 1937/38: Hallenschwimmbad der Leibstandarte SS Adolf Hitler in der ehemaligen Preußischen Hauptkadettenanstalt in Berlin-Lichterfelde zusammen mit Karl Reichle und Wilhelm Weygandt[3][4]

## Zitat
„»Der Krieg ist die Fortsetzung der Politik mit anderen Mitteln.« Dasselbe kann man vom Bauen behaupten; die Verantwortlichen aller Zeiten haben das erkannt und sich dieses wirkungsvollen Instruments für ihre Absichten bedient.“